# Teresa Bracco
Teresa Bracco (ur. 24 lutego 1924 w Santa Giulia, zm. 28 sierpnia 1944 tamże) – włoska Błogosławiona Kościoła katolickiego.

## Życiorys
Pochodziła z wielodzietnej rodziny rolniczej, której członkowie byli głęboko wierzącymi katolikami, codziennie praktykującymi wspólna modlitwę i czytanie Biblii. Od najmłodszych lat miała szczególne nabożeństwo do Matki Bożej i Najświętszego Sakramentu. Odbywała codzienne piesze wędrówki do oddalonego o kilka kilometrów kościoła parafialnego celem uczestniczenia we mszy świętej i przyjmowania komunii. Czytała też liczne książki i pisma religijne. W trakcie przygotowań do bierzmowania zapoznała się z życiorysem św. Dominika Savio, który stał się dla niej wzorem osobowym. Postępowała w myśl sentencji Lepsza śmierć niż grzech.
Podczas działań II wojny światowej włoscy partyzanci rozlokowali swe oddziały na terenach diecezji Acqui. 24 lipca 1944 r. doszło w pobliżu jej rodzinnej wsi do walk między partyzantami, a oddziałami niemieckimi. Następnego dnia Niemcy powrócili w ten rejon celem pochowania swoich żołnierzy, a także dokonania zemsty na mieszkańcach okolicznych wsi za pomaganie partyzantom. 28 sierpnia 1944 r. dotarli do Santa Giulia. Zaczęli m.in. niszczyć i palić domostwa i rabować dobytek Włochów. Odprowadzono też na bok trójkę dziewcząt, w tym Teresę Bracco, którą Niemiec zaciągnął do lasu i próbował zgwałcić. Stawiała mu stanowczy opór, co rozwścieczyło żołnierza, który zaczął ją dusić, a następnie zabił dwoma strzałami z pistoletu.
Została beatyfikowana przez papieża Jana Pawła II w dniu 24 maja 1998 r.